# Fusil de chasse
Pour les articles homonymes, voir Fusil et Chasse (homonymie).

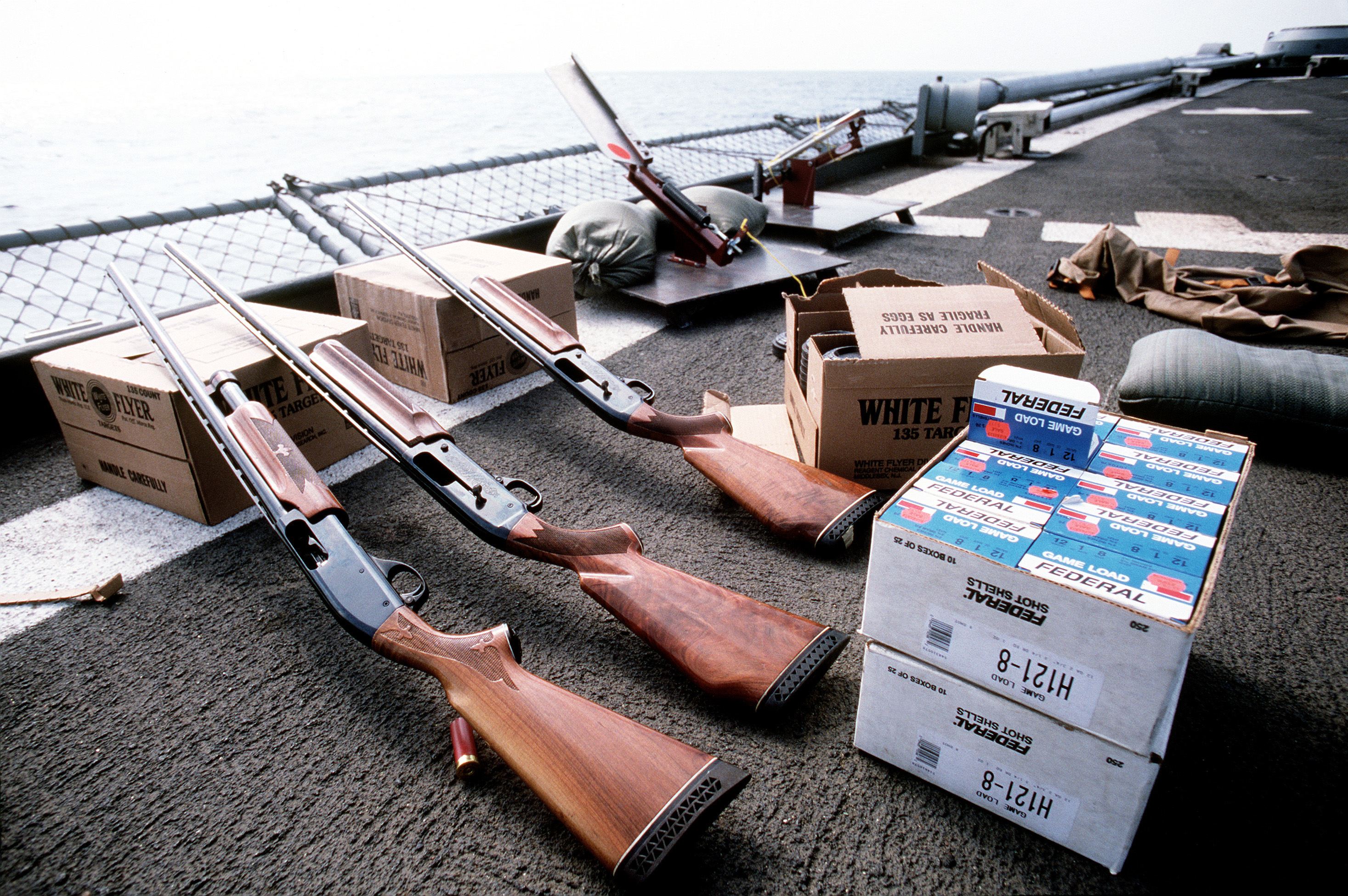
Un Remington 870 en pump-action, deux Remington 1100 semi-automatiques, des boites de cartouches et des cibles en argile de ball-trap.

Le fusil de chasse est un type d'arme à feu pourvu d'un canon long, généralement à âme lisse, et d'une crosse d'épaule,. La taille de cette crosse est facilement ajustable à l'aide d'un sabot de crosse.
À l'origine, le terme fusil désignait une petite pièce de métal destinée à produire des étincelles en frappant une pierre de silex, utilisée pour déclencher le tir en mettant le feu aux poudres des arquebuses, qu'on nommait alors arquebuse à fusil par opposition aux arquebuses à mèche. Par synecdoque, le terme finit par désigner l'arme tout entière.
Les ancêtres du fusil sont la couleuvrine à main, l'arquebuse (fin XVe siècle) et le mousquet (du XVIe au XVIIIe siècle).
Leur usage principal est la chasse à la sauvagine, au petit et grand gibier. Cependant, mais dans une moindre mesure, ces armes ont aussi des usages sportifs, par exemple en ball-trap, ou pour d'autres types de chasse.
On peut distinguer plusieurs types de fusils en fonction de leurs types d'âmes de canons (canon lisse ou canon rayé) et de leur mécanisme.

## Confusion entre fusil et carabine
Les termes « fusil » et « carabine » sont très souvent utilisés à mauvais escient : dans le langage militaire, la carabine est une arme d'épaule proche du fusil, mais plus courte, plus légère et présentant une puissance et une portée inférieures.
D'un autre côté, en ce qui concerne les armes de chasse modernes, le terme fusil est souvent employé pour désigner une arme à un ou plusieurs canons lisses, destinée principalement au tir de cartouches contenant plusieurs plombs (projectiles sphériques en plomb, acier ou autre métal),, alors que « carabine » est réservé à toute arme longue à canon(s) rayé(s), destinée au tir de munitions à projectile unique,.

## Type d'âme du canon

### Canon à âme lisse
L'âme (paroi interne) du canon de tous les plus anciens fusils était lisse. Par la suite et à présent seuls les fusils de chasse destinés à tirer des plombs de chasse, c'est-à-dire des projectiles multiples placés dans la même munition donc simultanément tirés au moyen d'un seul canon, ont généralement conservé une âme lisse. Certains chasseurs utilisent cependant un canon rayé avec des cartouches à plombs. Celui-ci augmente sensiblement la dispersion et donc la probabilité d'atteindre une cible située à courte distance.
La gerbe de plombs, dont le diamètre augmente à mesure de sa progression, maximise la probabilité de toucher une petite cible en mouvement même après un temps de visée très court. La portée utile de ces fusils de chasse ne dépasse guère cinquante mètres.
Les fusils dits de « grande chasse » ne relèvent pas de cette catégorie car tirent des balles classiques. En toute rigueur ils sont généralement appelés carabines. On peut utiliser cependant des fusils à canons lisses pour la chasse au grand gibier grâce aux projectiles du type « balle » parfaitement efficaces et précis jusqu'à cinquante mètres donc adaptés à la chasse en battue.

#### Patron et étranglement (choke)
Les plombs, petits, sphériques et sans mouvement de rotation sur eux-mêmes, sont balistiquement très peu efficaces. C'est donc dire qu'ils commencent à se disperser en un nuage plus ou moins bien défini dès qu'ils quittent le canon. Ce nuage ou gerbe de plombs est appelé « patron ». Un patron idéal serait d'une forme parfaitement circulaire dans laquelle les plombs seraient répartis uniformément. En pratique, la densité des plombs suit plutôt une distribution gaussienne, plus élevée au centre en s'amenuisant vers l'extérieur. L'étendue et la densité des patrons peuvent être évaluées en tirant sur de grandes feuilles de papier placées à différentes distances.
Le patron peut être contrôlé par l'utilisation d'un étranglement. L'étranglement est un léger resserrement de la bouche du canon permettant de concentrer plus ou moins fortement la gerbe de plombs, un peu à la manière d'un entonnoir. Bien qu'il n'existe pas de technique ou d'étalon officiel pour mesurer le niveau d'étranglement, on utilise habituellement le patron obtenu dans un cercle de trente pouces (76 cm) à une distance de quarante verges (37 m) dans lequel on compte le pourcentage de plombs ayant fait impact. Il y a quatre étranglements standards, du plus ouvert au plus fermé :
- Cylindrique, lisse correspondant à 40 % des plombs à l'intérieur du cercle
- Skeet 1 et 2, correspondant à 40 à 45 % des plombs à l'intérieur du cercle avec un groupement plus uniforme
- Cylindrique amélioré ou 1/4 de choke correspondant à 50 % des plombs à l'intérieur du cercle
- Modifié ou 1/2 choke, correspondant à 60 % des plombs à l'intérieur du cercle
- Modifié amélioré ou 3/4 choke, correspondant a 65 % des plombs à l'intérieur du cercle
- Fermé, full ou plein choke, correspondant à 70 % des plombs à l'intérieur du cercle

Les pourcentages varient en fonction de la conception de la cartouche, de la grosseur des billes et du type de billes. Certaines cartouches plombs cuivrés avec buffer et bourre enveloppante ont des patrons plus serrés. L'utilisation de billes en acier entraîne aussi des patrons plus serrés de l'ordre de 1/2 étranglement ; ainsi un canon modifié 1/2 choke pour de l'acier est l'équivalent d'un canon plein choke 4/4 pour du plomb. Également il faut tenir compte de la grosseur des billes ; les patrons sont établis généralement avec des billes de numéro 6 ; avec des billes de numéro 2, voire des chevrotines, le patron sera plus serré. Idéalement, il faudrait pour tel canon avec telle cartouche, faire le « patronage » soi-même.
Pour un chasseur, le patron idéal est celui qui donne une gerbe de billes la plus large possible avec une densité de billes suffisante et une énergie résiduelle létale. Il est estimé que 5 impacts avec suffisamment d'énergie sont nécessaires pour tuer net un gibier. Il est clair que si la cible est une oie, un canard ou une bécasse, les paramètres sont très différents.

### Canon à âme rayée

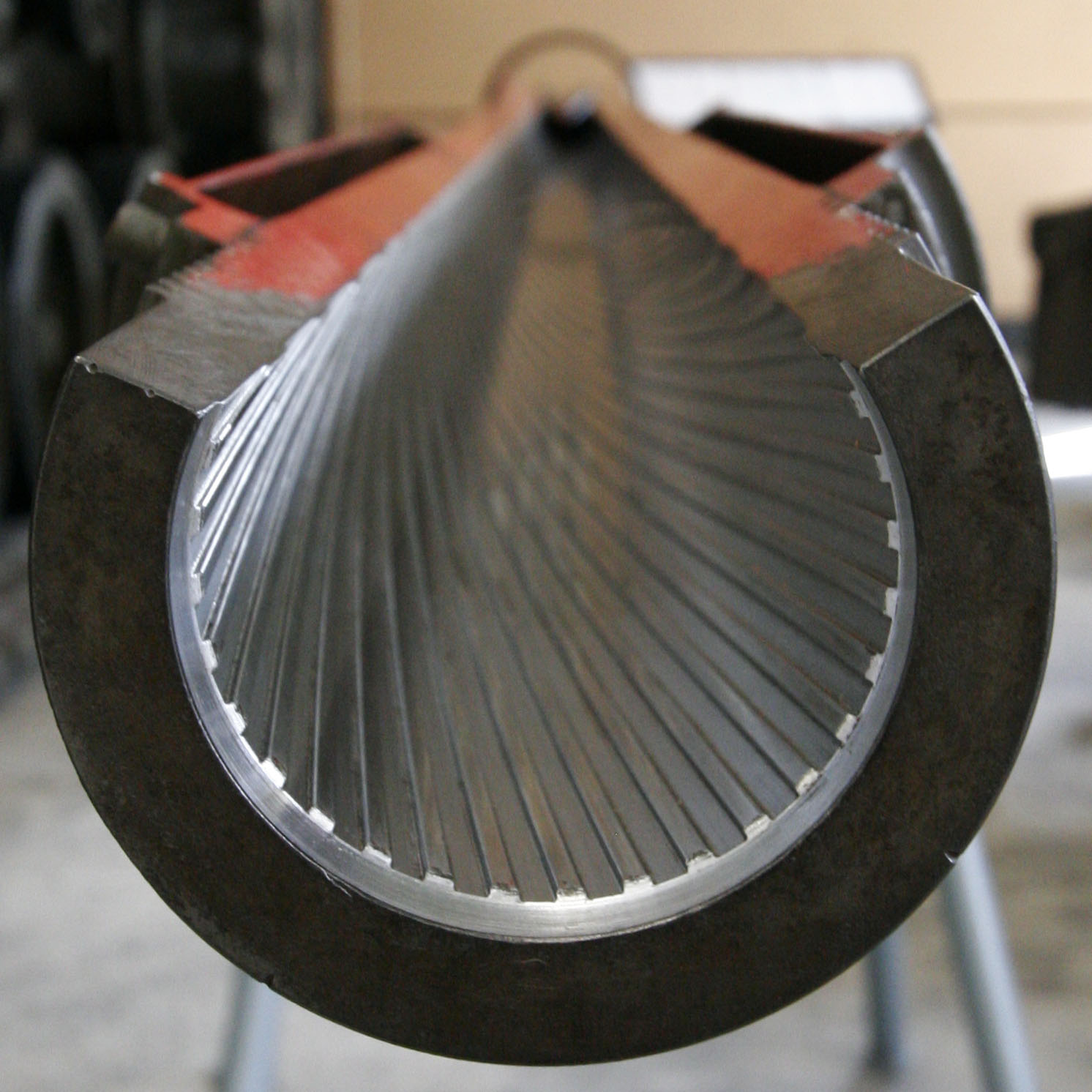
Rayures de l'âme d'un canon 105 mm, le Royal Ordnance L7.

Bien que doté d'une âme rayée, ce type de fusil n'est pas considéré comme une carabine de chasse car il s'agit essentiellement d'un fusil à âme lisse dont on a rayé le canon. Ils peuvent être utilisés dans le cadre de tir à balle, comme pour le tir de grenailles afin d’en améliorer la dispersion à courte distance, généralement appelés fusils bécassier. Ils offrent néanmoins une meilleure précision et portée que les fusils à âme lisse pour le tir à balle, mais bien moindre qu'une carabine en raison des mauvaises propriétés balistiques des projectiles.
Des rayures en spirale gravées à l'intérieur du canon calent le projectile, durant sa course dans le canon (balistique intérieure), à distance égale des parois de l'âme afin de réduire le soufflage. Elles lui impriment également un mouvement de rotation assurant une trajectoire plus stable en réduisant la dérive occasionnée par la surpression des gaz sur un éventuel balourd, pour un tir à balle. Pour le tir à la grenaille l’avantage est une bien meilleure dispersion des plombs qu’avec une âme lisse, même chockée Skeet ou cylindrique. La concentration des plombs à 15m est d’environ 1m80, pour du plombs 7 1/2 28g en 70mm.
Ce type de fusil de chasse est surtout populaire dans les secteurs où l'usage de la carabine est interdit. Sinon, on lui préfère généralement la carabine de chasse, beaucoup plus précise et d'une meilleure portée, ainsi que pour les tirs à très courte portée (environ 15m) dans le cadre de l’utilisation à la grenaille, souvent pour la chasse au chien d’arrêt (bécasse, caille…)

## Calibre et munitions
Les calibres de fusil sont, en ordre décroissant de puissance, le 4, le  8, le 10, le 12, le 14, le 16, le 20, le 24, le 28, le 32, le 36 et le Calibre .410.
À l'exception du calibre .410, qui indique le diamètre intérieur du canon en pouces, le chiffre indique le poids de la sphère de plomb correspondant au diamètre du canon, en fraction de livre. Par exemple, le calibre 12 indique qu'une sphère de plomb du diamètre du canon pèse 1/12 de livre, soit 0,083 livre (37.78g), ce qui fait un diamètre de 16,19mm.
De nos jours, les calibres les plus courants sont le 12, le 16, le 20, le 28 et le .410.

### Cartouches à plombs

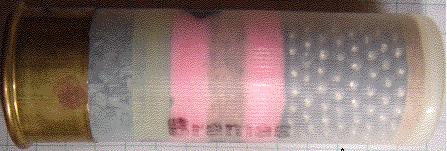
Cartouche calibre 12 transparente, plombs no 8. On y aperçoit, de gauche à droite, la base de laiton, la poudre, la bourre et les plombs contenus dans l'enveloppe de plastique.

Les cartouches à plombs modernes sont constituées d'une enveloppe de plastique (plus rarement en carton) et d'une base en acier laitonné, plus rarement en plastique (dit culot). L'amorce d'allumage est contenue dans la base elle-même. Juste au-dessus de l'amorce, et en contact avec celle-ci, se trouve la poudre. La bourre est une pièce de plastique ou, plus rarement de feutre ou de liège, séparant la poudre des plombs. Le rôle de la bourre est de contenir les gaz de combustion afin qu'elle soit propulsée par ceux-ci en poussant les plombs. Au-dessus de la bourre, se trouve la charge de plombs. Les bourres en plastique sont désignées « bourre à jupe », car elles contiennent les plombs comme dans un petit récipient, alors que les bourres en liège sont de simples rondelles circulaires séparant la poudre de la charge de plombs.
Bien que le diamètre de la cartouche change en fonction du calibre, la longueur est standardisée (2,75 pouces dans la plupart des pays). Il existe néanmoins, pour certains calibres, des cartouches de plus grande puissance ayant des longueurs de 3 pouces et 3 pouces et demi pouvant ainsi contenir une plus grande charge.

### Cartouches à balle (slug)

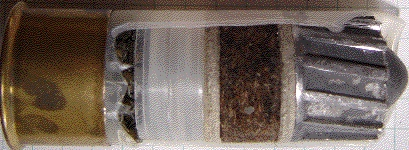
Balle Brenneke calibre 12.

Des cartouches contenant une balle unique, d'un type bien spécifique, peuvent également être employées dans un fusil de chasse. Leur structure est similaire à celle des cartouches à plombs à la différence que les plombs sont remplacés par un projectile unique.

#### Type Foster
Ce type de projectile a été inventé en 1931 par Karl Foster. Dans le projectile de type Foster, des ailettes sont rayées sur la balle elle-même pour lui conférer une rotation sur elle-même. Rotation qu'un canon lisse ne peut lui imprimer. De plus, l'arrière du projectile est légèrement creux, de sorte que la tête soit plus massive que l'arrière. Cela fait en sorte, qu'en vol, la tête demeure devant alors que le creux demeure à l'arrière, un peu à la manière d'un volant de badminton. Ce type de balle ne peut être tiré que d'un canon présentant un étranglement nul ou faible (généralement, cylindrique amélioré étant le maximum utilisable).

#### Type Brenneke
Ce type de balle peut être tirée par un canon muni d'un étranglement, bien que cela ne soit pas conseillé. Elles sont parfois sous calibrées et enrobées d'un étui plastique (jupe) capable de se comprimer au passage du choke (type Brenneke S, par exemple). La bourre demeure partiellement ou totalement accrochée au projectile, agissant alors comme un stabilisateur. Ce type de projectile présente donc une précision et une portée améliorées par les rainures légèrement hélicoïdales de la balle qui semblent donner un mouvement tournoyant stabilisateur à l'instar d'un canon rayé, en comparaison des cartouches de type Foster.

#### Type «sabot»
Ces balles doivent être utilisées uniquement en combinaison avec un canon à âme rayée. Alors que les autres types de projectile unique sont souvent constitués de plomb, les sabots sont plutôt constitués d'un matériau plus dur comme le cuivre. Le projectile a une forme plus aérodynamique, avec une forme cylindroconique similaire à celle d'une balle classique. Cette forme lui confère des propriétés balistiques supérieures aux projectiles de type Foster et Brenneke. Le terme « sabot » provient de l'enveloppe de plastique entourant le projectile et s'en détachant à la sortie du canon. Cette enveloppe confère une excellente prise aux rainures du canon et donne un mouvement de rotation stabilisateur au projectile. Pour ces raisons, la précision est améliorée et acceptable jusqu'à 140 m et même au-delà.

## Types de mécanismes

### Fusil à canon basculant

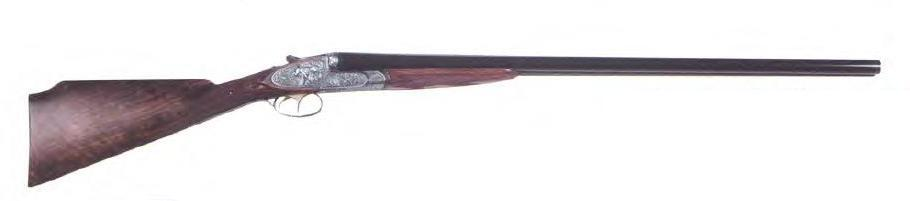
Fusil de chasse à canons juxtaposés basculants à 2 coups.

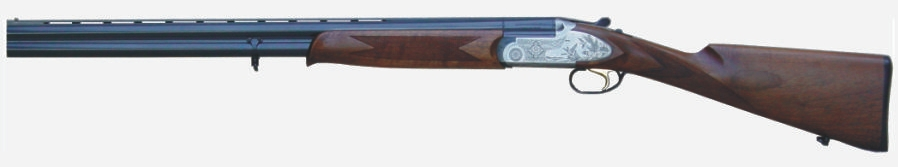
Fusil de chasse à canons superposés basculants à 2 coups.

Il existe deux grandes familles de mécanismes d'armes à canons basculants : le système « Anson » et le mécanisme à « platines ». Ces deux mécanismes se différencient par leur complexité de fabrication, leur prix et la qualité des « départs » ou force nécessaire pour actionner la détente. Une arme à platines porte son mécanisme de percussion sur une plaque de métal logée sur chaque flanc de la bascule laquelle est évidée pour la recevoir. Cette plaque ou corps de platine est amovible et permet de déclencher le tir d'un des deux canons : le droit pour la platine de droite sur un juxtaposé et celui du bas pour un superposé et réciproquement le gauche et celui du haut pour la platine opposée.
Même s'il existe une grande variété de platines, à ressort à l'avant ou à l'arrière, toutes offrent comme principal avantage d'autoriser un réglage fin des poids de départs et souvent une sécurité supplémentaire sous la forme d'un levier de sécurité qui évite tout tir intempestif ou simultané des deux canons. Sur un fusil type Anson et Deeley (système inventé en 1875 au Royaume-Uni), la mécanique plus simple est intégrée au corps de la bascule et non plus sur ses flancs et n'est accessible que lorsque l'arme est entièrement démontée, la crosse déposée. Une arme à platines est souvent plus chère qu'une arme type Anson et Deeley mais est dotée d'un mécanisme de percussion plus souple, plus rapide et donc plus agréable à l'utilisation en action de chasse. Le système de rechargement est particulièrement simple : l'ensemble du (ou des) canon(s) se désolidarise de la culasse et de la platine du système de percussion en basculant d'un bloc vers l'avant, selon un axe perpendiculaire au plan de l'arme. Chaque canon accueille une cartouche dont l'étui vide peut ou non être extrait, voire éjecté lors du basculement. Le tireur place ensuite une cartouche dans le canon et referme l'arme, armant ainsi le mécanisme de percussion.
Ce mécanisme est celui des fusils munis de deux canons juxtaposés (canons l'un à côté de l'autre) ou superposés (canons l'un au-dessus de l'autre). Certains modèles, rares, dits « drilling », possèdent en plus un troisième canon rayé de calibre conventionnel, situé sous le milieu des deux autres juxtaposés. Mais d'autres, plus rares encore, existent avec un quatrième canon rayé placé au-dessus des trois autres ; ces fusils portent le nom de « vierling » (venant de vier, « quatre » en allemand).
De rares fusils à canon unique rayé, généralement d'un calibre puissant, fonctionnent également selon cette architecture robuste et peu onéreuse.
Pour les fusils, il s'agit du mécanisme considéré à la fois comme le plus fiable.
Il existe également des fusils à canons combinés (lisse et rayé). Parmi ces fusils, on trouve le « Mixte » (un canon lisse et un canon rayé) qui est utilisé souvent dans la traque (ou rabat). Il est souvent de calibre 12 pour le canon lisse. Le mixte le plus utilisé en France est le modèle ZH-304 (calibre 12 et 7×57 R) de la marque tchèque Brno.
Il existe également le « drilling », d'origine alsaco-moselanne, combinant deux canons lisses et un canon rayé. La principale marque est la marque allemande « Merkel ». Le driling utilise un système de sélecteur pour la sélection des canons à tirer. C'est l'arme la plus polyvalente, principalement répandue dans l'Est.
Il existe enfin l'« express drilling », combinant deux canons rayés et un canon lisse. La marque qui domine le marché est également la marque Merkel ; un système de sélecteur y est encore présent.

### Système Darne

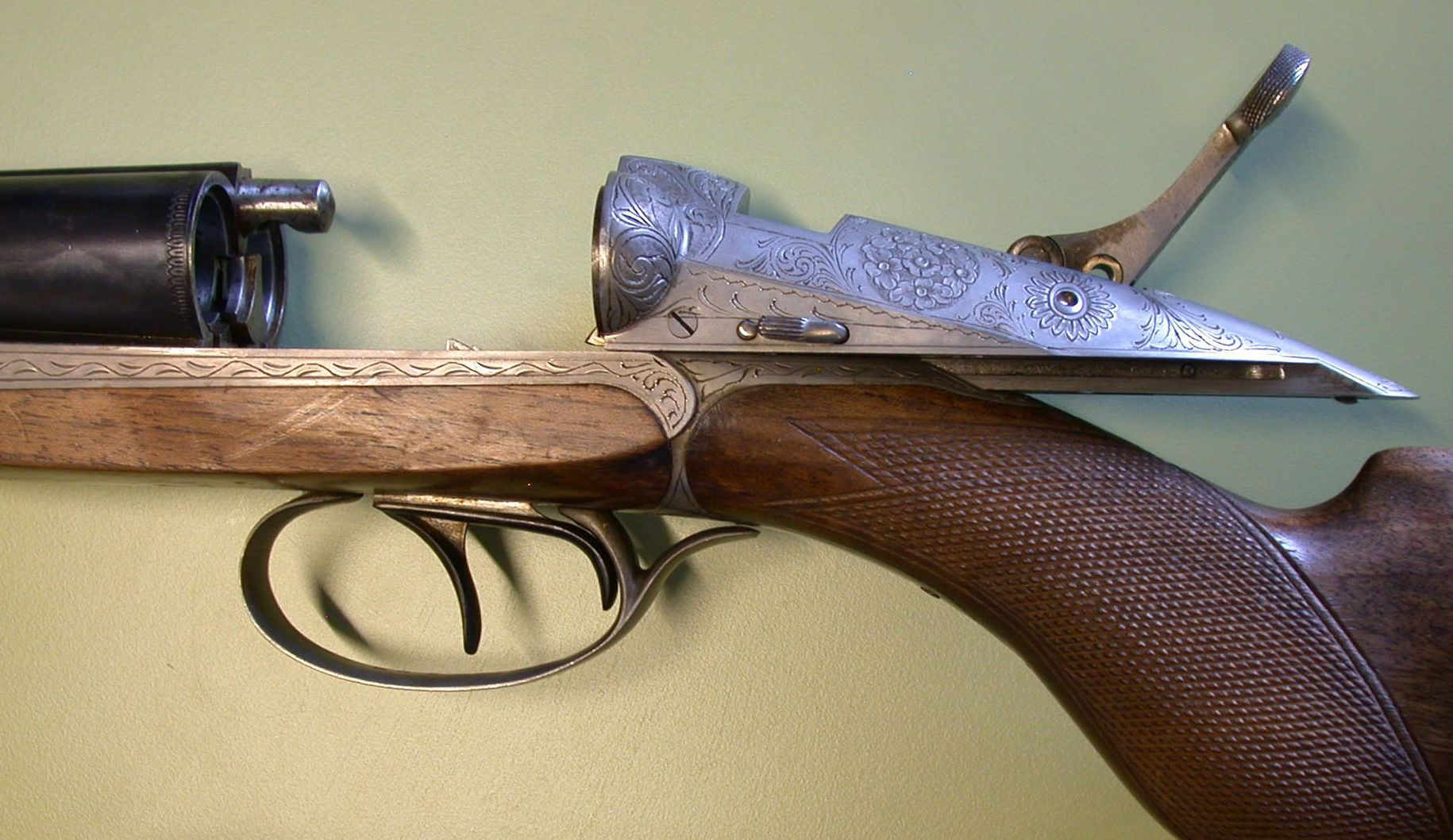
Fusil Darne, culasse ouverte.

La maison Darne, fondée en 1881 à Saint-Étienne par Régis Darne a développé et produit des fusils et carabines de chasse avec des canons juxtaposés. Contrairement aux armes habituelles à canons basculants, les canons du système Darne sont montés fixes sur la carcasse. Le rechargement se fait par une culasse mobile coulissante, verrouillée doublement. Entre la culasse et le cadre, elle est verrouillée par un coin tombant, en haut par le levier à bascule qui s'enclenche dans une prolongation des canons.
Rachetée en 2013 par le groupe d'artisanat d'art Fort Royal, la nouvelle entreprise rebaptisée « Société nouvelle des Armes Darne » continue la fabrication dans la tradition artisanale ancienne.

### Le fusil Charlin
À partir de 1904, Louis Charlin commençait à fabriquer, à Saint Etienne, un fusil à canons fixes et culasse coulissante qui ressemblait extérieurement et dans sa fonction de rechargement beaucoup au fusil de chez Darne. Les deux armes sont toutefois différentes dans leur système de verrouillage. Pendant que la culasse du Darne est verrouillée par un coin tombant entre la culasse et le cadre, la culasse du Charlin est verrouillée par un mécanisme à genouillère dont le levier d’actionnement est une prolongation de la genouillère postérieure.

### Fusil à répétition
La fin du XIXe siècle a vu apparaître des armes à répétition manuelle. Avec ce type d'arme, le rechargement est effectué par une action manuelle effectuée sur une commande quelconque. Certains de ces systèmes perdurent.

#### Fusil à levier

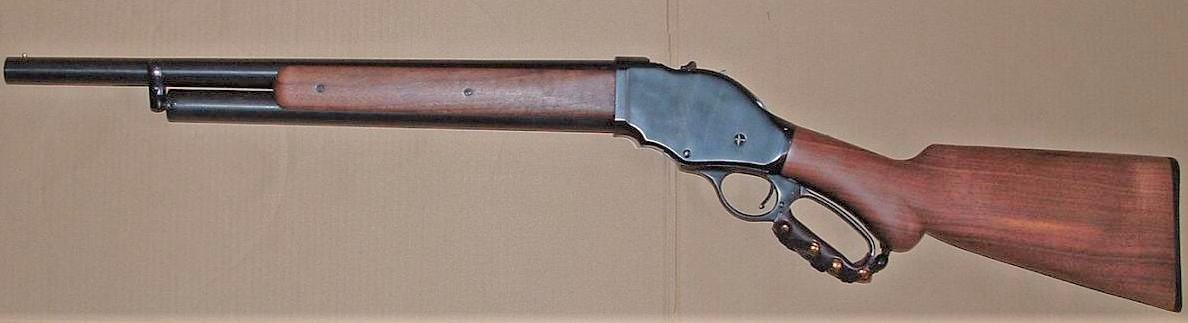
Le Winchester Modèle 1887 en version « Police ».

Ces armes sont équipées d'un levier placé derrière la détente. L'action du levier, lorsque tiré, éjecte la cartouche et, lorsque remis en position, amène une nouvelle cartouche dans la chambre. Ce type de mécanisme a été inventé par l'américain John Browning, dès 1887, et est apparu pour la première fois sur les fusils Winchester 1887 et Winchester 1901. Ces armes sont par ailleurs les premiers fusils à mécanisme de répétition. Ce type de mécanisme, sur les fusils, a cependant été rapidement déclassé et remplacé par le mécanisme à pompe, beaucoup plus pratique. Les fusils à levier qui sont aujourd'hui sur le marché sont essentiellement des reproductions des deux Winchester. Ce même mécanisme est toujours populaire sur les carabines de chasse.

#### Fusil à verrou
Le mécanisme à verrou n'est pas d'usage courant pour les fusils, contrairement aux carabines. L'éjection de la cartouche vide se fait en actionnant circulairement un levier sur le côté de la culasse. Le chargement d'une nouvelle cartouche se fait en remettant et verrouillant le levier à sa position d'origine. Le fait que son principal avantage, une précision de tir accrue, soit peu significatif pour un fusil de chasse en plus du fait qu'il s'agit d'un mécanisme relativement lent font qu'il est demeuré d'un usage marginal pour les fusils.

#### Fusil à pompe

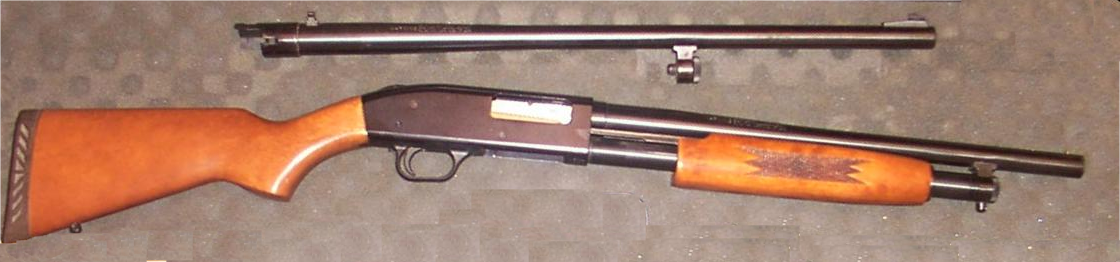
Fusil à pompe Mossberg 500.

Arme développée du Castille model 1871 apparu en 1893, le mécanisme à pompe a été développé par John Browning et a été commercialisé pour la première fois sous le nom de Winchester Model 1893. Le fusil à pompe est une arme équipée d'un canon à âme lisse ou rayée et d'un magasin tubulaire où les munitions se suivent en ligne mais où les têtes des cartouches, plates et molles, ne risquent pas de percuter l'amorce précédente. La répétition s'opère en imprimant un mouvement de va-et-vient à la garde avant de l'arme, placée sur un rail monté sous le canon constitué par le chargeur tubulaire. Ce système est plus efficace que le levier de sous-garde car il permet au tireur de recharger l'arme en la gardant épaulée et sans déplacer sa main forte. Il s'agit d'un mécanisme dont l'action est aussi plus rapide. 
Le fusil à pompe fait aussi partie de l'arsenal des forces armées et de police où il est utilisé pour des situations de combats à courte distance (à bord d'un navire, dans un immeuble, …).

#### Fusil semi-automatique

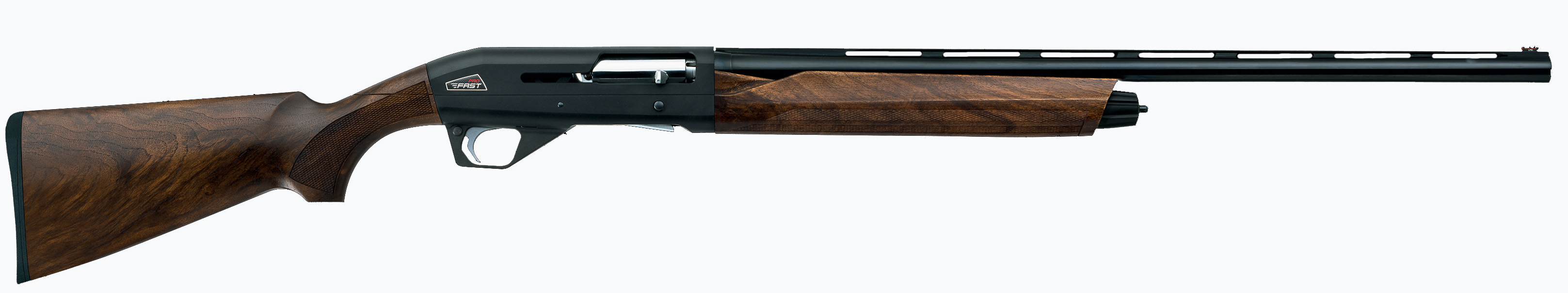
Franchi Fast Pro, le fusil semi-automatique le plus léger du monde.

Ce mécanisme complexe est opéré par l'action des gaz lors du tir, ou l'énergie du recul. La cartouche vide est éjectée et remplacée par une nouvelle sans exiger d'action du tireur. Ceci permet une succession de tirs très rapide. La détente doit cependant être relâchée entre chaque coup. Le premier modèle de fusil semi-automatique a été inventé par John Browning en 1898 et commercialisé en 1902 sous le nom de FN/Browning Auto-5. La production de ce modèle n'a cessé qu'en 1998.
En Amérique, le fusil semi-automatique est très populaire aujourd'hui, notamment auprès des chasseurs de sauvagine pour qui il s'agit d'une arme de premier choix.
Le plus gros calibre commercialisé en fusil semi-automatique est le calibre 10 comme le Ithaca MAG 10, ou le Remington SP-10.

#### Fusil automatique

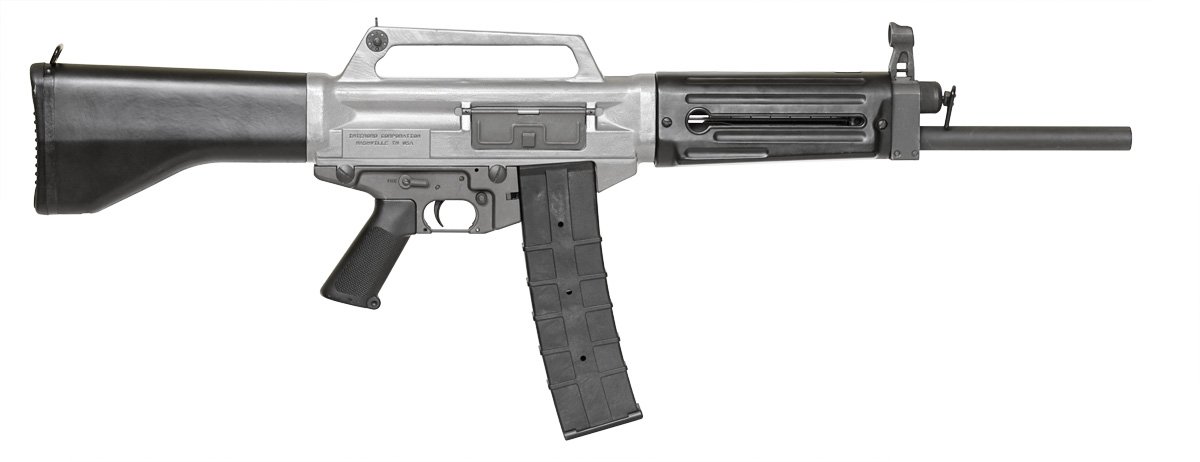
USAS-12.

- L'USAS-12 est un fusil de chasse automatique sud-coréen de calibre 12 conçu et fabriqué par Daewoo Precision Industries (en) pendant les années 1980[12].
- L'AA-12, un fusil automatique de calibre 12 d'origine américaine, créé en 1972 par Maxwell Atchisson.

## Usage
Le fusil est une arme particulièrement efficace contre de petites cibles, en mouvement rapide, et à courte distance, ce qui explique pourquoi les fusils sont principalement utilisés comme arme de chasse, notamment pour le petit gibier et la volaille.
Le fusil perd rapidement de son efficacité avec la distance et est considéré comme une arme à courte portée. Un fusil n'a donc aucune utilité pour le tir à longue distance.
De même, l'usage de grenailles se dispersant plus ou moins fait que les fusils ne sont pas destinés au tir de précision. Le fusil n'a pas pour utilité de toucher un point précis mais bien de couvrir une région plus ou moins grande. Dans le cas où un tir précis est nécessaire, une carabine est beaucoup plus appropriée.
Les calibres et mécanismes utilisés sont très variables en fonction du gibier.

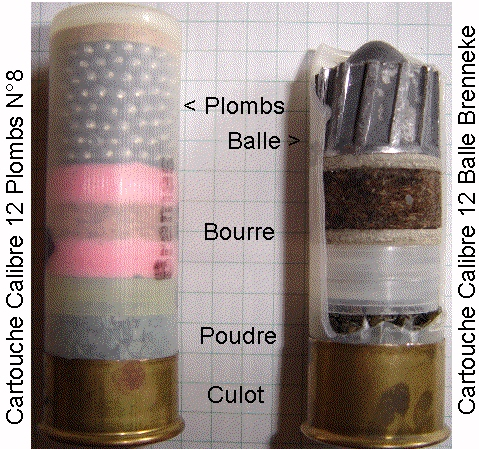
Cartouches pour fusil de chasse.

- Chasse au petit gibier : tous les calibres et mécanismes sont utilisés pour ce type de chasse. Cependant, peu importe l'arme utilisée, les plombs utilisés sont toujours assez petits, habituellement de taille 6 ou moins.
- Chasse à la sauvagine : les calibres plus puissants, comme le 12, sont habituellement utilisés. Des calibres plus modestes, comme le 16 ou le 20, sont néanmoins parfois utilisés pour les oiseaux de plus petite taille. On favorise aussi l'usage de mécanismes à répétition rapides, notamment à pompe ou semi-automatique, ou de canon superposés. La règlementation de nombreux pays interdisant l'emploi de munition à base de plomb pour ce type de chasse, l'usage de cartouches à billes d'acier ou d'alliage non toxique est fréquent. La taille des plombs utilisés varie habituellement entre 4 et BB, selon la taille du gibier convoité.
- Chasse au gros gibier : bien qu'une carabine de chasse soit habituellement préférable pour ce type de chasse, la réglementation ou d'autres considérations peuvent rendre leur usage impossible. On utilise alors préférablement un fusil de chasse équipé d'un canon à âme rayée et des cartouches à balle unique. Plus rarement, de la chevrotine peut aussi être utilisée avec un fusil à âme lisse. L'arme est dotée d'un système de visée, comme une lunette, pour assurer une précision de tir maximale, mais néanmoins moindre qu'une carabine de chasse.
  - Ces modèles sont dits « double express » s'ils comportent deux canons rayés comme les carabines de chasse (pour balles à grands gibiers).
  - Ils sont dits « mixte » s'ils comportent un canon rayé et un canon lisse.
  - Ils sont dits « drilling » s'ils comportent un canon rayé et deux canons lisses ou un canon lisse et deux canons rayés.

En France, la chasse au fusil fut longtemps contestée car considérée comme déloyale : ce privilège seigneurial jusqu'à la révolution française comportait alors des valeurs chevaleresques. L'usage du fusil s'est développé grâce à Louis XIV qui utilisait le « fusil à double détente » (appelé « fusil à la française ») et Louis XVI le « fusil à vent » (fusil à air comprimé). La Cour, par effet de mode, adopta cet usage.

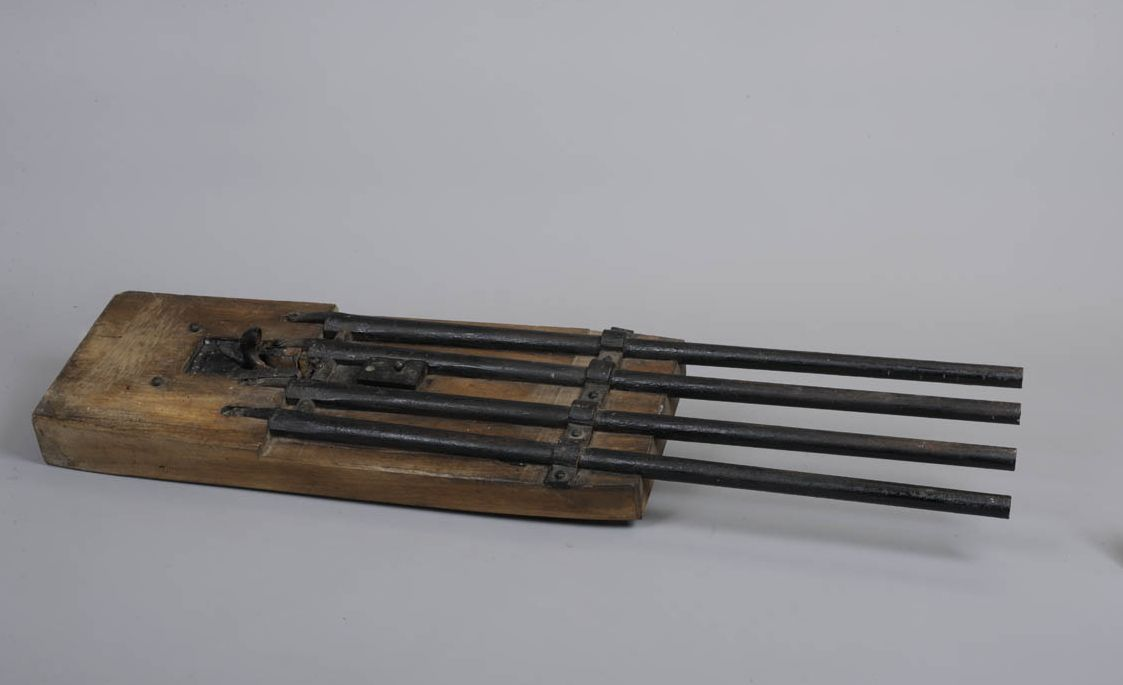
Piège fusil à déclenchement automatique, pour la chasse au loup (collection des Musées départementaux de la Haute-Saône).

pièges à fusils

## Aspects légaux
La plupart des pays ont des lois et règlements encadrant l'utilisation et la possession des fusils de chasse. Cette réglementation varie cependant grandement d'un pays à l'autre.
Néanmoins, on y retrouve habituellement un âge minimum légal ainsi que la possession d'un permis ou certificat particulier. Les conditions d'obtention de ces derniers varient cependant largement selon les pays.

### France
En France, la loi no 2012-304 du 6 mars 2012 s'est traduite par un décret D2013-700 applicable à partir du 6 septembre 2013. Ce décret, en grande partie recodifié en 2014 dans le Code de la Sécurité Intérieure, encadre l'usage légal des armes sur l'ensemble du territoire français (DOM & TOM compris). Un Système d'information sur les armes a été mis en place, qui concerne notamment les fusils de chasse et les carabines rayées de grande chasse, classées parmi les armes de catégorie C ou D 1 selon leurs caractéristiques techniques. À ce titre, un permis de chasser validé ou une licence de tir sportif est nécessaire pour leur acquisition. Les fusils et les carabines de grande chasse classés en catégorie C sont limités à trois coups en semi-automatique et sont dans tous les cas soumis à déclaration. Les fusils à « un coup par canon lisse » sont en catégorie D 1 (ancienne 5e catégorie §1). Ils sont soumis à enregistrement en préfecture depuis décembre 2011 mais sans qu'il y ait effet rétroactif pour les armes acquises avant cette date.
Les fusils à pompe à canon lisse sont eux soumis au régime des armes de catégorie B en fonction de divers surclassements intervenus entre 1983 et 1998 et confirmés par le D2013-700. Une autorisation préfectorale est donc nécessaire pour ce type d'arme qui n'est plus utilisable à la chasse. Cependant, il est possible de reclasser un fusil à pompe en catégorie C en faisant rayer son canon. Des fusils à pompe sont par ailleurs directement importés en catégorie C avec un canon rayé (Maverick 88, Mossberg 500, Remington 870, Fabarm STS, Hatsan MPS, Benelli Nova, Winchester SXP…). Ces armes qui peuvent avoir un intérêt pour les traqueurs sont reconnues comme étant de catégorie C et ne sont soumises qu'à déclaration en préfecture.

### Canada
Au Canada, la possession et l'utilisation des fusils de chasse sont régies par la loi sur les armes à feu.
En résumé, l'âge minimum requis est de 18 ans. Un permis est requis pour l'achat et la possession de l'arme et des munitions. L'obtention de ce permis nécessite, entre autres conditions, le suivi et la réussite d'un cours préalable. Le permis peut aussi être refusé ou révoqué en raison d'autres critères (par exemple, objection du conjoint, ordre de la cour, etc.). L'enregistrement de l'arme au registre canadien des armes à feu n'est plus disponible, puisqu'il a été aboli, mais dans la province de Québec, ce registre est encore obligatoire.
Hors des endroits et périodes où l'usage de l'arme est légal, elle doit être entreposée, non chargée et verrouillée ou rendue inopérante.

## Dans l'histoire militaire française
D'usage courant et facile, le fusil de chasse arma les maquisards FFI et FTP lors de la Seconde Guerre mondiale. On le retrouva également aux mains des harkis mais aussi dans celles des combattants de l'Armée de libération nationale algérienne durant la guerre d'Algérie.